# Melaenus
Melaenus is een geslacht van kevers uit de familie van de loopkevers (Carabidae). De wetenschappelijke naam van het geslacht is voor het eerst geldig gepubliceerd in 1831 door Dejean.

## Soorten
Het geslacht Melaenus omvat de volgende soorten:
- Melaenus elegans Dejean, 1831
- Melaenus piger Fabricius, 1801